# 阿馬帕 (阿馬帕州)
2°3′10″N 50°47′34″W / 2.05278°N 50.79278°W

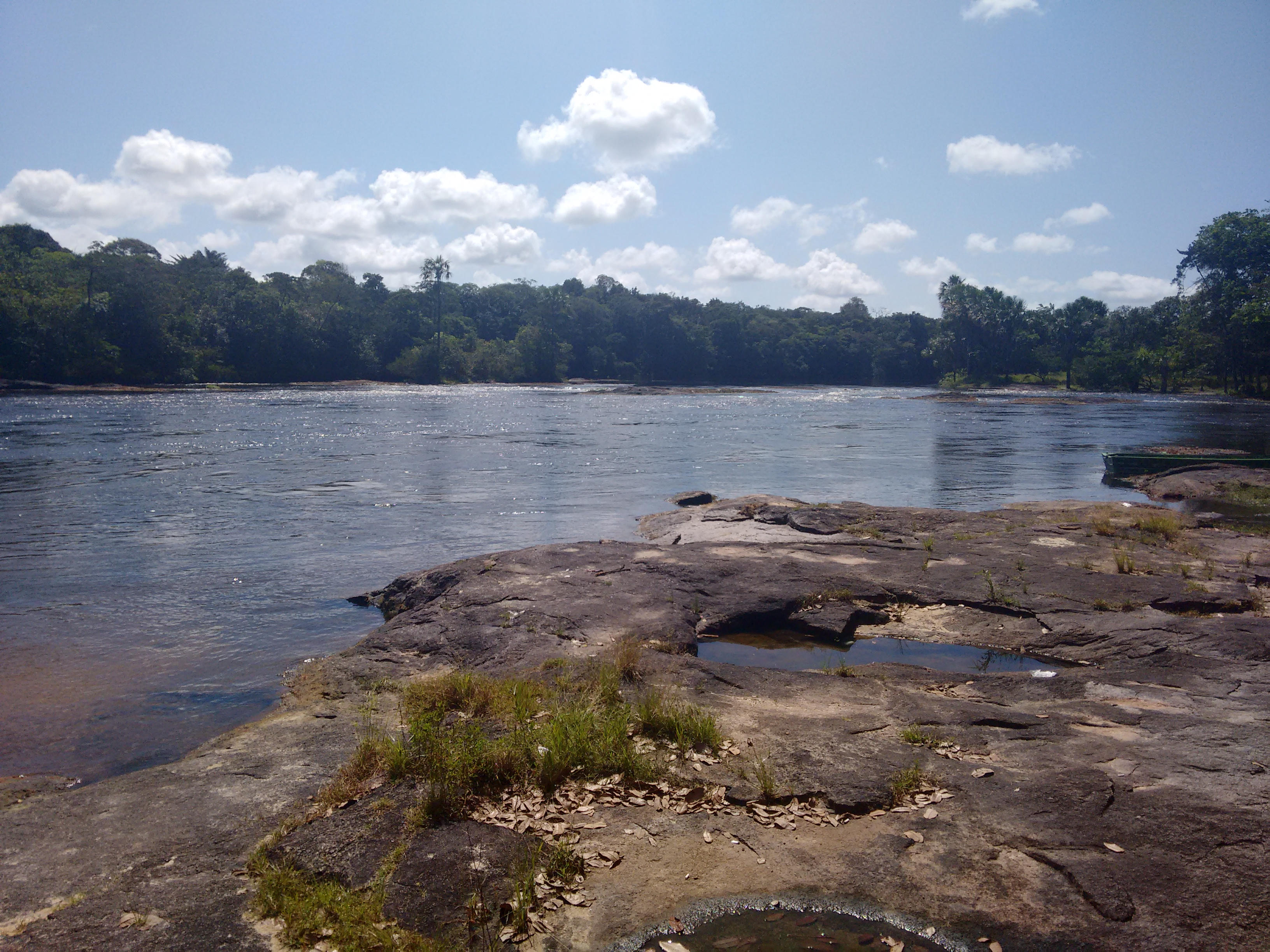
阿馬帕

阿馬帕（葡萄牙語：Amapá），是巴西的城鎮，位於該國北部，由阿馬帕州負責管轄，始建於1901年，面積9,169平方公里，海拔高度8米，2008年人口7,745，人口密度每平方公里0.81人。